# Antonio Bulifon
Antonio Bulifon, né le 24 juin 1649, à Chaponnay, dans la province du Dauphiné, et mort en juillet 1707, en Espagne, est un imprimeur et érudit français, qui a exercé l’essentiel de son activité à Naples, de 1670 à 1707.

## Biographie
Né en France, Antonio Bulifon alla s’établir à Naples en tant que libraire et s’adonna à l’étude de l’histoire et de l’antiquité.

## Publications éditoriales
- l’Assedio di Vienna, scritto da G. P. Voelikeren, vulgarizzato, Naples, 1684, in-12 ;
- Lettere, Pouzzoles, 1685, in-12 ;
- Compendio delle vite de’ re di Napoli, 1688, in-12.
- Cronica minore, ovvero Annali e giornali istorici della città e regno di Napoli, 1690, in-12 ;
- Compendio istorico degl’incendj del monte Vesuvio, Naples, 1698 et 1701, in-12 ;
- le Guide des étrangers pour voir Pouzzole et ses environs, traduit de Pompeo Sarnelli, Naples, 1702, in-12, fig. ;
- Journal du voyage d’Italie de Philippe V, Naples, 1704, in-12. Il a aussi traduit en italien les Quatre Relations historiques de Charles Patin.

## Œuvres

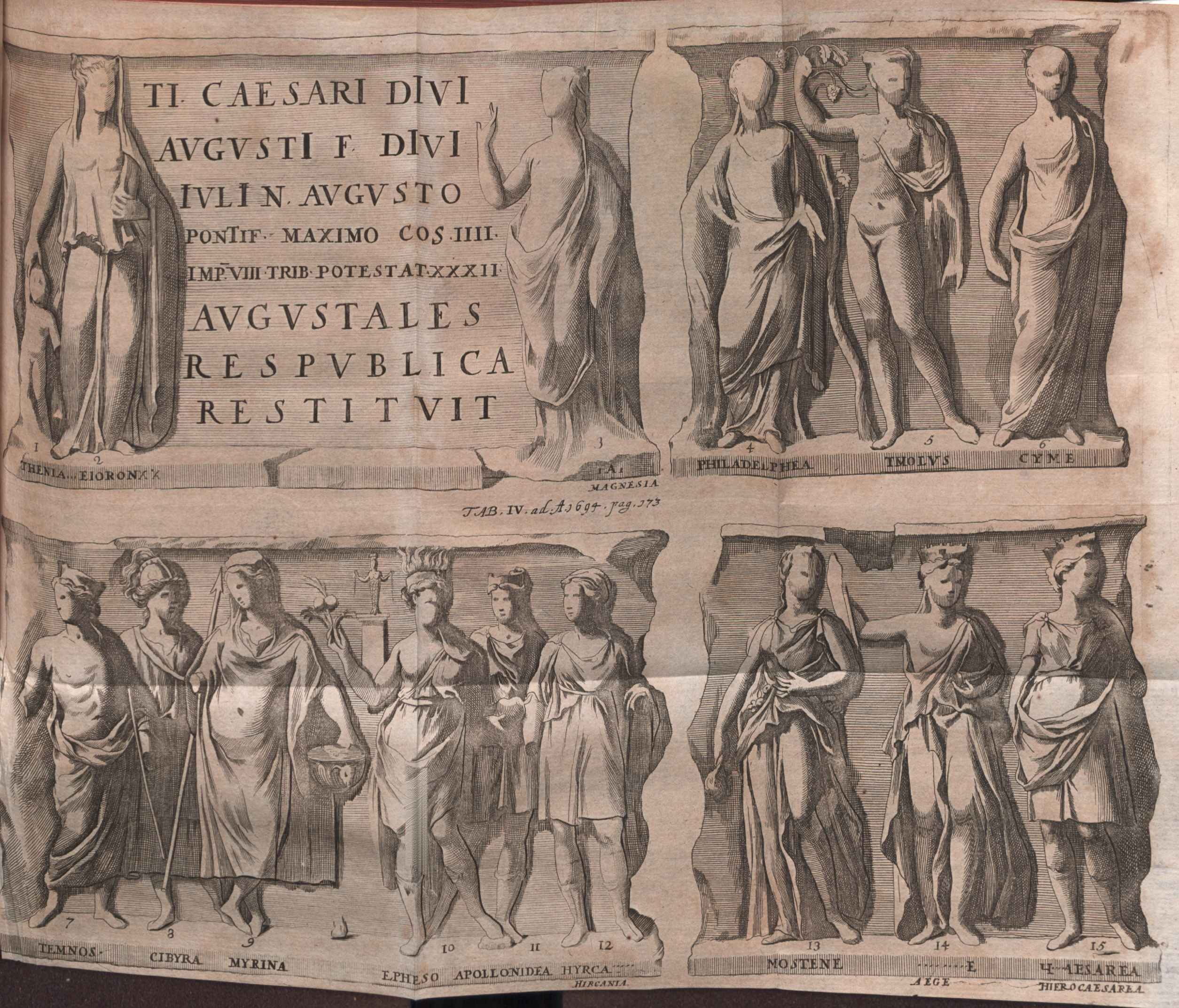
Illustration de la revue du Ragionamento intorno d'un antico marmo discoverto nella città di Pozzuoli publiée sur Acta Eruditorum, 1694

- Dell’origine della guerra di Ungaria, dell'assedio di Vienna; e delle vittorie ottenute dall'esercito cristiano, Naples, 1683 (lire en ligne)
- Louis Marracci et Antonio Bulifon (conservateur), Descrizione dello stendardo regale del Gran Turco inviato dal re di Pollonia Giovanni III al sommo Pontefice Innocenzio XI. Con la sposizione delle parole arabiche, ivi tessute, all'eminentiss. e reverendiss signor cardinal Vincenzo-Maria Orsini, Naples, Giuseppe Roselli, 1684 (lire en ligne)
- Compendio delle vite de i re di Napoli con li ritratti al naturale. Raccolte da Antonio Bulifon, Naples, Per il Castaldo R. Stamp., 1688 (lire en ligne)
- Cronicamerone overo Annali, e giornali historici delle cose notabili accadute nella città, e Regno di Napoli, dalla natività di N.S. sino all'anno 1690, scritto e di vaghe figure abellito da Antonio Bulifon, Naples, 1690 (lire en ligne)
- Accuratissima e nuova delineazione del Regno di Napoli con le sue provincie distinte, nuovamente date in luce da Antonio Bulifon, e da lui presentate al sommo merito dell’Altezza Serenissima di Cosmo III Gran Duca di Toscana, Naples, 1692 (lire en ligne)
- Compendio istorico degl’incendi del monte Vesuvio : fino all’ultima eruzione accaduta nel mese di giugno 1698, Naples, 1701 (lire en ligne)
- Altra lettera scritta da Antonio Bulifon a un suo amico, nella quale gli dà ragguaglio della seconda cavalcata fatta in Napoli per la solenne entrata dell’eminentiss. sig. Cardinal Carlo Barberini, mandato da Sua Santità in qualità di suo Legato a latere a Filippo V monarca delle Spagne, Naples, Felice Mosca, 1702 (lire en ligne)
- Antonio Bulifon, Niccolò Bulifon, Giornale del viaggio d’Italia dell’invittissimo, e gloriosissimo monarca Filippo V re delle Spagne, e di Napoli, &c. Nel quale si da ragguaglio delle cose dalla M.S. in Italia adoperate dal di XVI d’Aprile, nel quale approdò in Napoli, infin’al di XVI di Novembre 1702. In cui s’imbarcò in Genova, per far ritorno in Ispagna, Naples, Niccolò Bulifon, 1703 (lire en ligne)